# Streedagh Strand

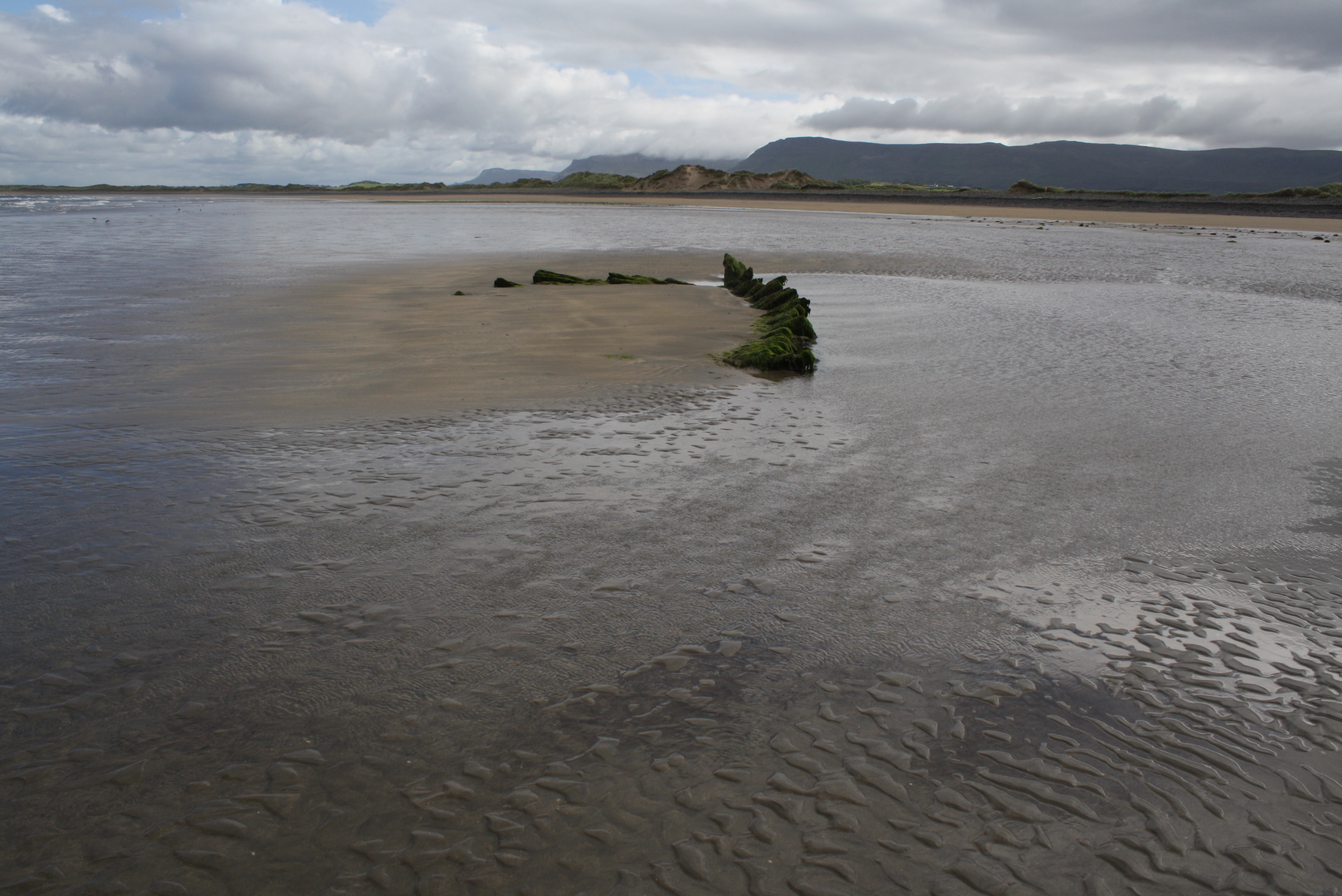

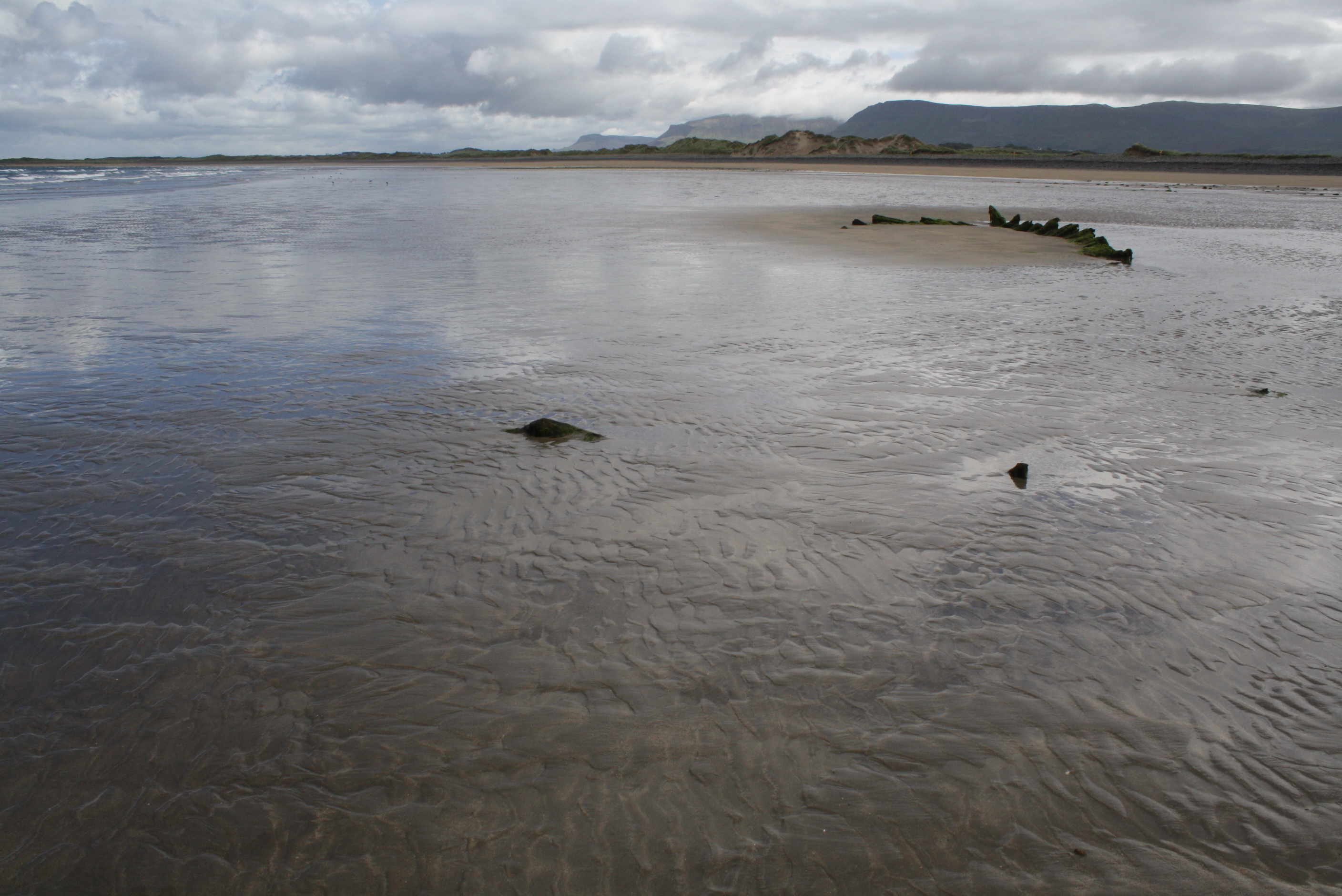

Streedagh Strand, la plage de Streedagh, est une plage de sable de 3 km de long située dans la Baie de Donegal, dans le nord du comté de Sligo, au nord-ouest de l'Irlande. Elle se trouve sur la rive nord-ouest d’un banc de sable reliant Streedagh Point à une région connue sous le nom de Connor’s Island. Il s’agit d’une plage exposée avec des pentes de récifs qui créent des conditions de surf idéales toute l’année.
Streedagh strand est connue comme lieu d'échouage de trois navires de l'Invincible Armada espagnole : La Lavia, La Juliana et la Santa Maria de Visón. Tous faisaient partie de l'escadron du Levant de l'Armada. Le Lavia était l’almiranta, ou vaisseau amiral de la flotte, et emmenait le juge-avocat général, Martin de Aranda, responsable de la discipline. 
Après une recherche documentaire approfondie de plus de trois ans, une équipe anglaise de sauvetage, le groupe Streedagh Strand Armada, a identifié le site de l’épave le 6 mai 1985. Par la suite, une bataille judiciaire a lieu pour les droits de sauvetage. Les épaves sont protégées par les lois de 1987 et 1994 sur les monuments nationaux (amendement) qui interdisent toute plongée sur les épaves, sauf sous licence du gouvernement irlandais. 
Un témoignage de ce naufrage nous est parvenu, celui de Francisco de Cuéllar. 

## Histoire de l'échouage
Les trois navires appareillent dans l'escadre du Levant avec le reste de l'Armada depuis Lisbonne le 29 mai 1588. Le Lavia (port d'attache : Venise) est réquisitionné le 16 février de cette année à Lisbonne ; La Juliana (port d'attache : Barcelone), le 16 décembre 1586 en Sicile ; la Santa Maria de Vison (port d'attache : Raguse/Dubrovnik) le 6 mai 1587 à Naples. L'escadre du Levant se compose de 10 navires et compte un effectif de 767 marins et un total de 2 780 soldats. 
De gros navires marchands les accompagnent qui sont destinés à transporter les hommes et l'équipement nécessaires à l'invasion de l'Angleterre, l'escadre du Levant étant sous le commandement de Don Martín de Bertendona. L'escadron incorpore donc certains des plus gros moyens de transport de l'Armada. Le Lavia a à son bord Martin de Aranda, le juge-avocat général de la flotte. C'est à lui que De Cuellar est confié après sa condamnation en cour martiale. 
Ces navires sont des caraques, qui comptent souvent parmi les plus gros navires de leur époque, privilégiées par les marchands en raison de leurs grandes cales à marchandises. Il existe une certaine confusion sur la signification du tonnage, indication correspondant à un fardeau, la pratique variant, mais c'est l'interprétation la plus probable. Les trois manifestes de navires sont les suivants : 
La Santa Maria de Vison de y Biscione compte 18 canons, 70 marins, 236 soldats et 666 tonnes de personnes déplacées. Il fonctionne peut-être comme un navire-hôpital et a donc pu avoir plus de passagers à bord que le montant officiel. Pendant le voyage, la moitié des fournitures médicales sont transférées au Santa Maria de Vison depuis le Casa de Paz, jugé ingouvernable. 
La Lavia, un navire marchand vénitien de Naples et vice-amiral de l'escadre, compte 25 canons, déplace 728 tonnes, a un équipage de 71 marins et transporte 271 soldats. 
La Juliana est un navire marchand catalan de Barcelone ; 32 canons, 860 tonnes déplacés; construit en 1570, il compte 65 membres d'équipage et environ 290 soldats ; entre 325 et 520 tonnes de matériel de siège et de lourds canons —  peut-être à utiliser contre des fortifications — sont à bord. Les canons récupérés sur le site de l'épave 1 montrent la Madrona de Barcelona (en)  et portent la marque du fondeur génois Gioardi Dorino II, qui la confirment comme l'épave de la Juliana. 
Au total, les trois navires déplacent 2 254 tonnes et transportent un minimum de 807 soldats et 206 marins, soit un effectif minimum estimé à 1 013 personnes à bord des navires au moment du naufrage. Ce nombre est probablement considérablement plus élevé du fait des transferts depuis des navires endommagés ou perdus. 

## Le naufrage
Les navires subissent de lourds dommages lors des combats dans la Manche où l'escadre du Levant est l'un des premiers engagés. Ils se sont également libérés de leurs ancres principales après le contact avec des brûlots anglais juste avant la bataille de Gravelines. Ces facteurs, qui s'ajoutent aux difficultés rencontrées par ces caraques pour naviguer au vent, et à leur manque d'équipement lourd pour naviguer dans l'Atlantique Nord, en font la partie la plus vulnérable de la flotte. 
Incapable de contourner la pointe rocheuse Erris head située au nord-ouest de l'Irlande contre une tempête soufflant du sud-ouest, l'escadre est drossée vers la côte, à Cairbre, dans le comté de Sligo. Le 17 septembre, les navires jettent l'ancre à trois kilomètres au large et se préparent à surmonter la tempête. Le 21 septembre, la tempête s’aggrave et prend la direction ouest/nord-ouest, pour laquelle les navires n’ont pas d’abri. Frappés de plein fouet par une mer énorme, câbles rompus et les navires sont drossés sur le rivage où ils se brisent rapidement. La scène est décrite par le témoin oculaire et survivant Francisco de Cuéllar:

« ..et ne pouvant traverser ou doubler cap Clear, en Irlande, à cause de la violente tempête qui s'était abattue sur la proue, il a été obligé d'atterrir avec ces trois navires, qui, comme je le dis, étaient de la plus grande taille, et de s'ancrer à plus d'une demi-lieue du rivage, où nous sommes restés pendant quatre jours sans pouvoir faire de provisions, ni même faire quoi que ce soit. Le cinquième jour, nous avons eu une si grande tempête sur le barrot, avec une mer qui montait jusqu'au ciel, de sorte que les cordages ne pouvaient plus tenir pas plus que les voiles nous servir et nous avons été conduits à terre avec les trois navires sur une plage, couverts avec du sable très fin, fermée d'un côté et de l'autre par de gros rochers. La sorte n'a jamais été vu, en moins d'une heure, nos trois navires ont été complètement démantelés, moins de trois cents hommes ont survécu. Plus d'un millier d'entre eux se sont noyés, parmi eux de nombreuses personnalités importantes, capitaines, messieurs et officiers réguliers ... de nombreux hommes se sont noyés à l'intérieur des navires, tandis que d'autres ont sauté dans l'eau pour ne plus remonter »

— Francisco de Cuellar, 1591, Anvers

## Lieux d'échouage
Le site se répartit en trois sites approximativement parallèles au rivage, marqués par l’équipe de découverte comme sites 1, 2 et 3. L’état de conservation des épaves n’est pas connu mais on pense qu’il est très bon, à la fois en restes organiques et en restes des coques de bois articulés des navires jusqu’à présent enregistrés. D'autres fouilles ont lieu en 2015 après la découverte d'épaves en bois sur le rivage. Six canons sont récupérés, soit neuf au total à ce jour récupérés de l'épave de la Juliana. 

### Site 1
Le site 1 est situé juste à côté du centre de la plage. Basé sur les lectures du magnétomètre, le site couvre une surface de 165 × 40 m. La profondeur varie entre 3,8 m et 5,2 m; la dispersion peut provenir du fait qu'il se trouve dans une position exposée et sujet à de grandes perturbations. Trois armes à feu identifiées sur ce site sont celles de La Juliana et il est présumé qu'il s'agit de son épave. Au total, cinq roues à rayons ont été identifiées lors des enquêtes initiales. Trois fusils en bronze ont été récupérés ici en 1985.
En 2015, le site de l'épave a été de nouveau exposé à des tempêtes et une opération de sauvetage a été lancée par le Service des monuments nationaux de l'État irlandais. Neuf canons, une roue de calèche et un chaudron ont été récupérés par des plongeurs au cours de cette phase. Plusieurs de ces canons portent la date de 1570, correspondant à la date de construction de La Juliana, fondus par le fondeur génois Gioardi Dorino II. Une arme à feu montre des preuves de fabrication turque, ayant peut-être été capturée lors de la bataille de Lépante en 1571.

### Site 2
Situé 390 m au sud-ouest du site 1, correspondant à une concentration de lectures du magnétomètre de 15 m sur 10 m à une profondeur de 3,5 à 5,0 mètres, le site est identifié comme l’emplacement de Santa Maria de Vison mais il reste à confirmer. Il est possible qu'elle représente une signature partielle des restes métalliques et non le navire lui-même.

### Site 3
A 20 m au sud-ouest du site 2 se trouve un grand groupe de lectures s’étendant sur 270 m sur 72 m. Cet endroit a la plus grande accumulation de sable car il est abrité par la pointe au sud-ouest. Ce site est identifié comme celui de Lavia, mais il n’est pas clairement identifié. En 1987, deux affûts en bois avec leurs armes en bronze ont été révélées. L'un était d'un type non encore enregistré sur les navires espagnols à cette époque, l'autre était un affût en bon état avec les deux roues toujours attachées. Un pierrier pivotant à chargement par la culasse a été identifié comme étant un falcon pedrero.
Compte tenu de la grande échelle du site 3 et de la petite échelle du site 2, il est possible que Lavia et Santa Maria de Vison se trouvent dans cette zone après avoir coulé ensemble.

## Patrimoine

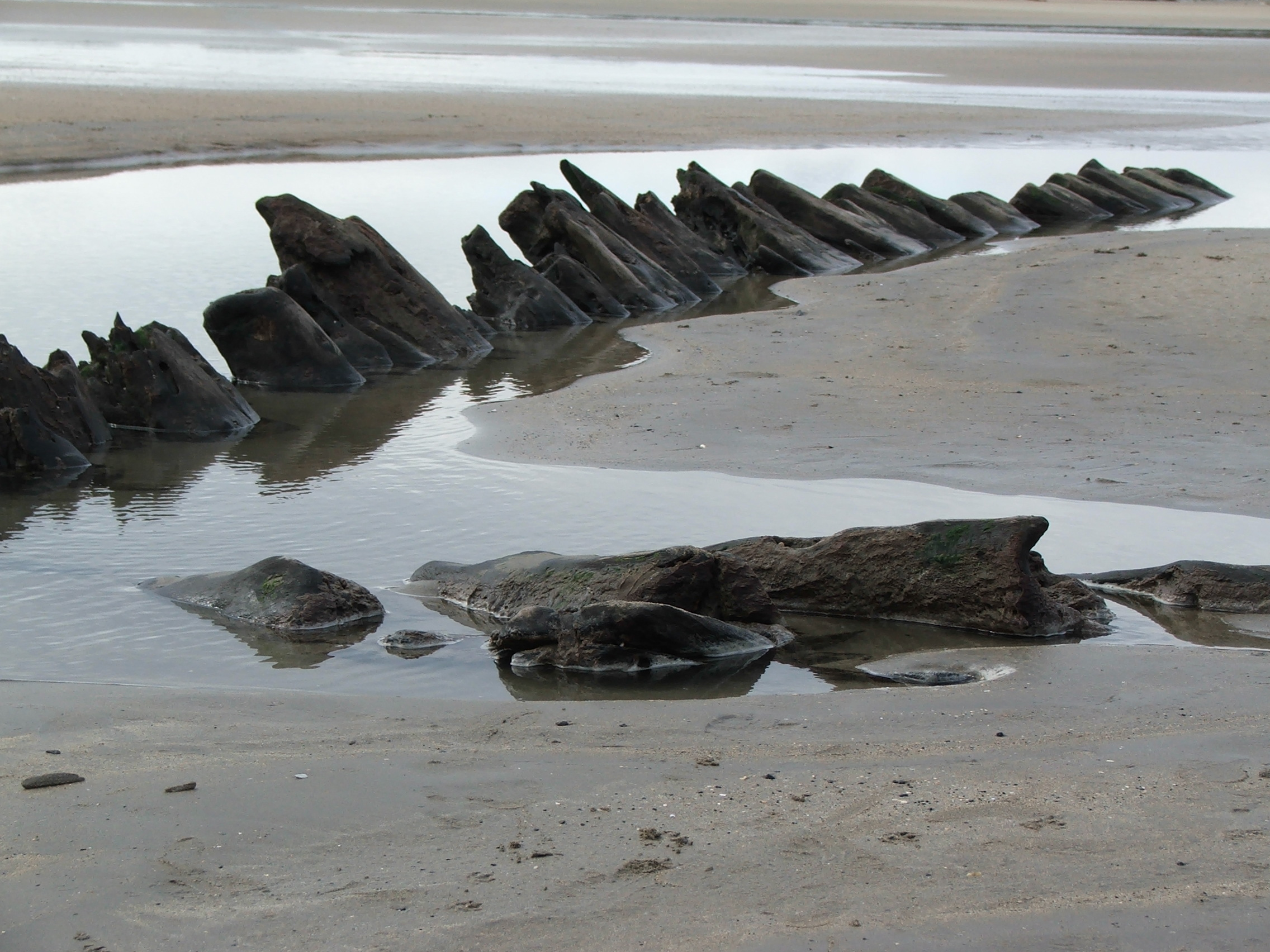
Streedagh Strand, épave affleurante connue sous le nom de Butter Boat; en fait le Greyhound, un bateau de commerce côtier de Whitby, dans le Yorkshire, qui coula dans une tempête en décembre 1770.

Le site est unique au monde et représente une préservation sans précédent de trois navires de la fin du XVIe siècle dans un endroit côtier. La surveillance et les levés se poursuivent car les épaves se trouvent dans un environnement vulnérable à haute énergie fréquemment exposé aux tempêtes . 
L'événement du naufrage est commémoré chaque année dans le village de Grange par un festival. En 2018, un nouveau centre d'accueil des visiteurs racontant l'histoire des épaves a été ouvert. 
Une autre épave sur la plage, visible à marée basse et connue sous le nom de "butter boat", était supposée lié à l'Armada, mais des tests archéologiques en 2016 ont montré qu'il s'agissait d'une épave du XVIIIe siècle .